# Erica pulchella
Erica pulchella là một loài thực vật có hoa trong họ Thạch nam. Loài này được Houtt. mô tả khoa học đầu tiên năm 1775.

## Hình ảnh

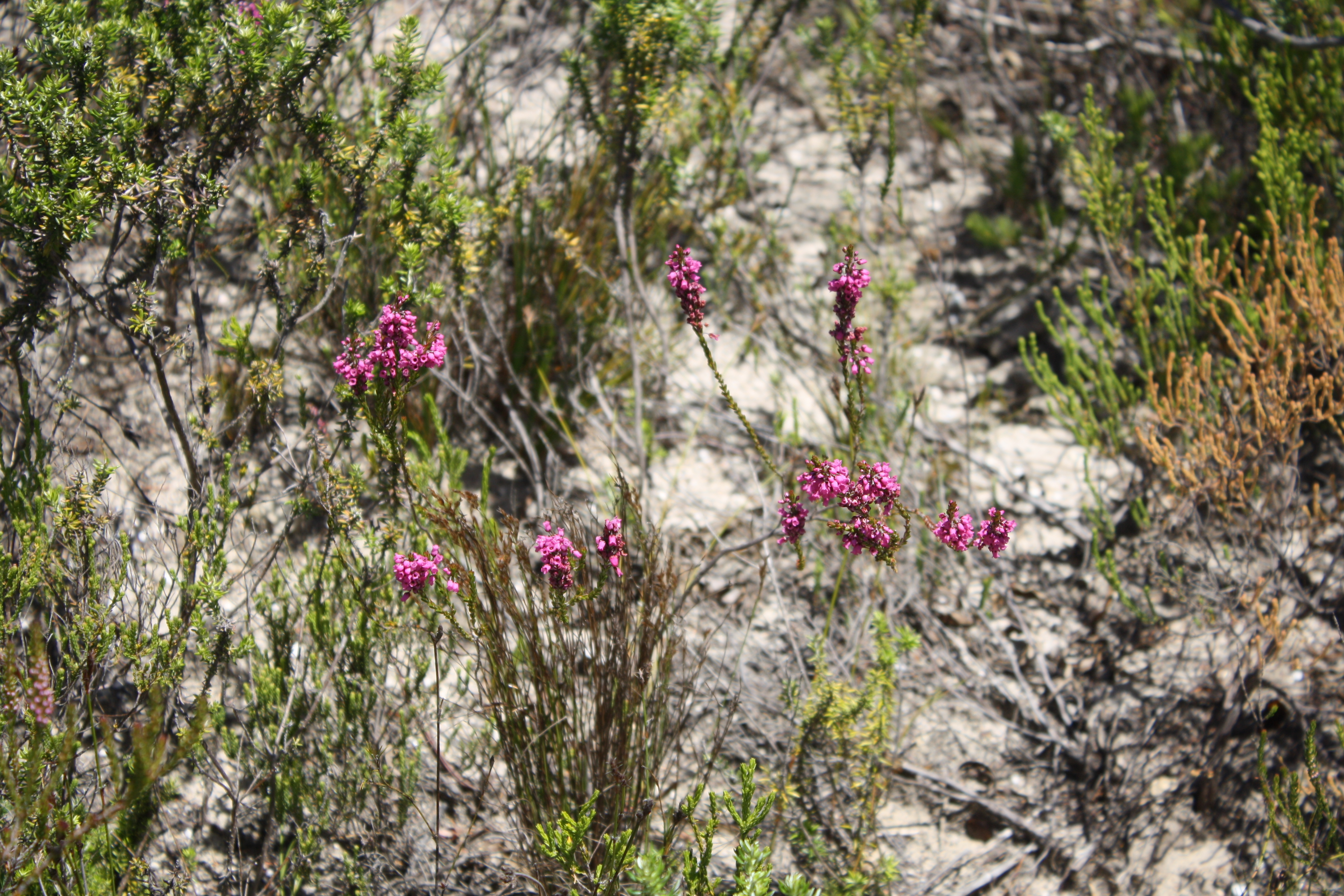